# Scortizus signatus
Scortizus signatus es una especie de coleóptero de la familia Lucanidae.

## Distribución geográfica
Habita en Bolivia.